# Горна Стрегова
Горна Стрегова (словац. Horná Strehová) — село, громада округу Вельки Кртіш, Банськобистрицький край, центральна Словаччина, регіон Новоград. Кадастрова площа громади — 7,81 км².
Населення 165 осіб (станом на 31 грудня 2017 року).

## Історія
Горна Стрегова вперше згадується в 1493 році.

## Населення
| Рік:            | 1994. | 2004.   | 2014.    | 2024.    |
| --------------- | ----- | ------- | -------- | -------- |
| Кількість осіб: | 181   | 195     | 172      | 144      |
| Різниця:        |       | +7,73 % | -11,79 % | -16,27 % |

| Рік:            | 2023. | 2024. |
| --------------- | ----- | ----- |
| Кількість осіб: | 144   | 144   |
| Різниця:        |       | +0 %  |